# Station Frankfurt (Main) West
Frankfurt (Main) Westbahnhof is een spoorweg- en S-Bahnstation in het westen van Frankfurt am Main. Het station werd geopend in 1848. Westbahnhof telt 5 perrons, de gangen bevinden zich onder de 5 reizigerssporen. De S-Bahn-lijnen S3, S4, S5 en S6 stoppen hier. 

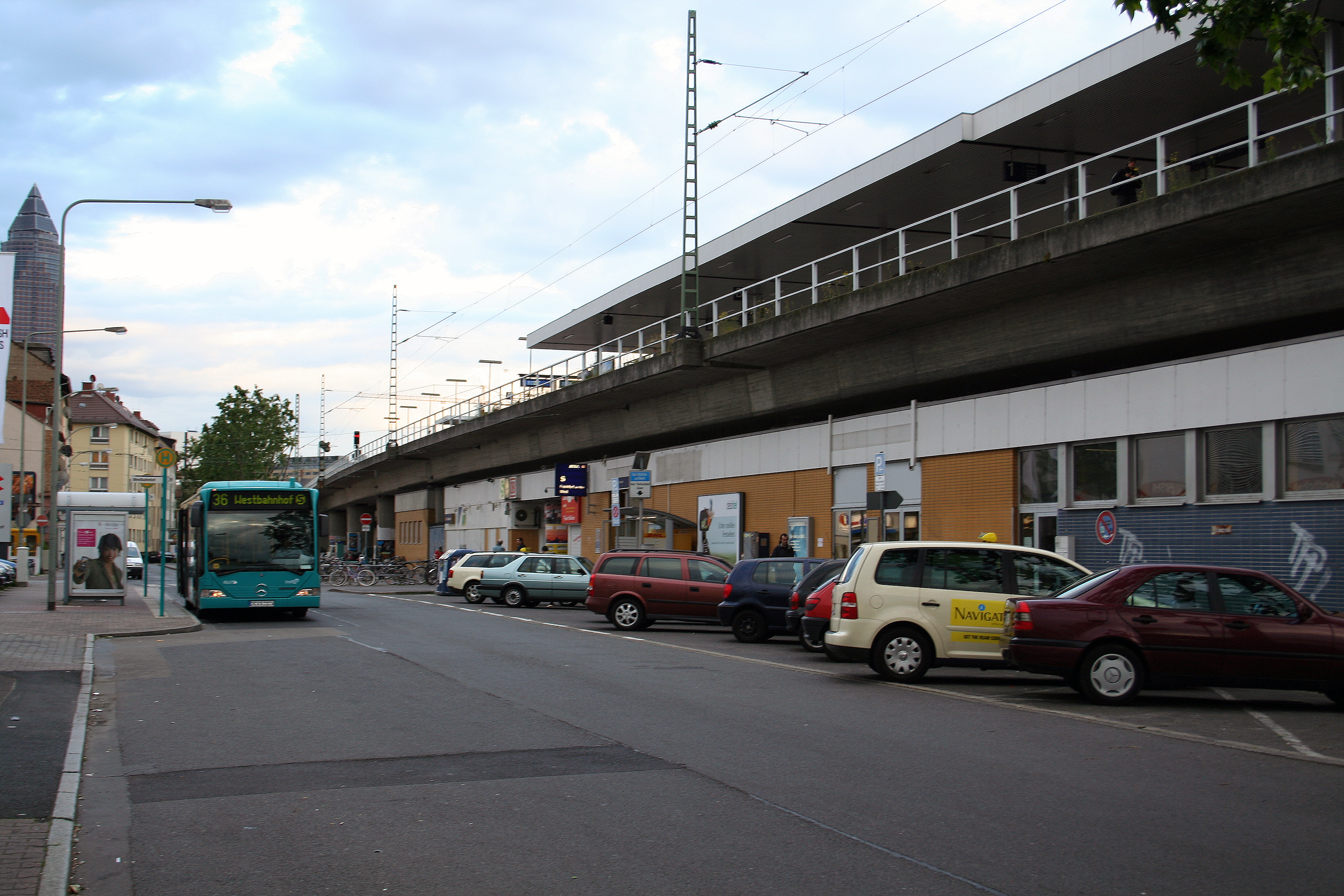
De ingang naar het station.

## Spoorwegen
Op drie bovengrondse sporen stoppen de S-Bahnlijn 6 richting Friedberg en de regionale treinen (RE, RB) in de richting Gießen, Wetzlar, Marburg, Siegen en Kassel. De twee viaductsporen worden gebruikt door de S-Bahnlijnen S3, S4 en S5.

## Geschiedenis
Het station werd in 1848 geopend als station Bockenheim tijdens de aanleg van de Main-Weser-spoorlijn van Frankfurt naar Kassel. De toen onafhankelijke stad Bockenheim was tot 1866 op het grondgebied van het electoraat van Hessen-Kassel. Het stationsgebouw werd gebouwd in een relatief uitgebreide Renaissance Revival-stijl naar een ontwerp van Julius Eugen Ruhl.
De eerste grote verandering in de spoorwegen die van invloed was op het station van Bockenheim vond plaats in 1888 met de opening van het nieuwe centraal station van Frankfurt. Als onderdeel van dit project werd op 10 mei 1884 een verbinding geopend van Bockenheim naar de Homburgspoorlijn, een verbinding die vijftien jaar eerder niet kon worden aangelegd tijdens de oorspronkelijke aanleg van de Homburglijn omdat de verschillende betrokken kleine staten er niet in slaagden tot overeenstemming te komen.
Daarnaast werd een ingrijpende bocht gebouwd voor de noordelijke benadering van de Main-Weserlijn naar het nieuwe Hauptbahnhof. De oude liep van het oude eindpunt Main-Weser naar Am Hauptbahnhof (het plein voor het Hauptbahnhof) langs de huidige Kaiserstraße en draaide toen naar het noorden. Het verlaten pad naar Bockenheim werd veranderd in een straat, die aanvankelijk Bahnstraße heette, en het is nu een reeks straten: Hamburger Allee, Friedrich-Ebert-Anlage en Düsseldorfer Straße.

## Modern station
In 1913 werd het station omgedoopt tot Frankfurt West. Het historische stationsgebouw werd verwoest in de Tweede Wereldoorlog. In 1961 werd een modern functioneel gebouw gebouwd. Tijdens de bouw van de S-Bahn in de jaren zeventig werd het grootste deel van dit station gesloopt en vervangen door een eenvoudig gebouw, dat onder de verhoogde S-Bahn-lijn lijkt te zijn weggestopt.
Het huidige station heeft twee niveaus. Het maaiveld wordt gebruikt door regionale treinen en S-Bahn S6 treinen richting de stad op perrons 3, 4 en 5. De S-Bahn lijnen S3, S4 en S5 en S6 richting Friedberg gebruiken een ongeveer een kilometer lang verhoogd gedeelte met een twee -spoor verhoogd station (perrons 1 en 2).
Messe · Galluswarte · Hauptbahnhof · Taunusanlage · Hauptwache · Konstablerwache · Ostendstraße · Lokalbahnhof · Südbahnhof · Mühlberg · Westbahnhof · Flughafen Fernbahnhof · Flughafen Regionalbahnhof